# Aspres-lès-Corps

Aspres-lès-Corps este o comună în departamentul Hautes-Alpes, Franța. În 1 ianuarie 2022 avea o populație de 93 de locuitori.